# Мендризио (округ)
Мендризио (итал. Distretto di Mendrisio) — округ в Швейцарии. Центр округа — город Мендризио.
Округ входит в кантон Тичино. Занимает площадь 100,75 км². Население 50 354 человека.

## Районы и коммуны
Округ Мендризио состоит из 5 районов (circoli), в которые входят 11 коммун.
| Герб              | Коммуна            | Оригинальное название | Население (2019) | Площадь (2016) | Район           |
| ----------------- | ------------------ | --------------------- | ---------------- | -------------- | --------------- |
| Balerna           | Балерна            | Balerna               | 3270             | 2,53           | Балерна         |
| Castel San Pietro | Кастель-Сан-Пьетро | Castel San Pietro     | 2194             | 11,84          | Балерна         |
| Chiasso           | Кьяссо             | Chiasso               | 7759             | 5,35           | Балерна         |
| Morbio Inferiore  | Морбио-Инферьоре   | Morbio Inferiore      | 4517             | 2,26           | Балерна         |
| Breggia           | Бреджа             | Breggia               | 1936             | 25,48          | Канеджо         |
| Vacallo           | Вакалло            | Vacallo               | 3383             | 1,63           | Канеджо         |
| Coldrerio         | Кольдрерио         | Coldrerio             | 2903             | 2,46           | Мендризио       |
| Mendrisio         | Мендризио          | Mendrisio             | 14 870           | 31,77          | Мендризио       |
| Riva San Vitale   | Рива-Сан-Витале    | Riva San Vitale       | 2654             | 6,05           | Рива-Сан-Витале |
| Novazzano         | Новаццано          | Novazzano             | 2346             | 5,23           | Стабио          |
| Stabio            | Стабио             | Stabio                | 4510             | 6,15           | Стабио          |
|                   | Итого (11)         | Итого (11)            | 50 342           | 100,75         | (5)             |

14 апреля 2013 года коммуны Лигорнетто, Мериде и Безацио были присоединены к коммуне Мендризио.